# Le Jardin de l'artiste à Giverny
Le Jardin de l'artiste à Giverny est une huile sur toile de Claude Monet peinte en 1900 et maintenant conservée au musée d'Orsay à Paris.
C'est l'une des nombreuses œuvres de l'artiste de son jardin à Giverny au cours des trente dernières années de sa vie. Le tableau montre des rangées d'iris de diverses nuances de violet et de rose placées en diagonale du plan de l'image. Les fleurs sont situées sous des arbres et sont baignées d'effets de lumière ce qui change le ton de leurs couleurs. À l'arrière-plan, au-delà des arbres, on aperçoit la maison de Claude Monet.

## Dans le contexte de l'œuvre de Monet
Monet était âgé de 60 ans lorsqu'il a terminé cette peinture et avait déjà réalisé un nombre important d'œuvres. Il avait déjà connu un succès extraordinaire et acquis une grande célébrité. À ce moment, selon William Seitz, il analysait de plus en plus ce qu'il voyait jusqu'à ce que « l'objet, la sensation et l'objet pictural deviennent identiques ».
En 1900, l'année de cette peinture, il était engagé dans deux projets majeurs : une série de peintures de la Tamise à Londres et une autre série de ses jardins d'eau à Giverny, y compris quelques-unes de ses célèbres peintures de nénuphars, tels que Les Nymphéas (aujourd'hui au musée des Beaux-Arts de Boston).
Son marchand Durand-Ruel avait exposé des œuvres récentes, dont une dizaine de Nénuphars et il a acheté à son ami Renoir la peinture La Mosquée (fête arabe).

## Le jardin
Monet a vécu à Giverny de la fin de l'année 1883 jusqu'à sa mort. Durant cette période, il a notamment travaillé à la réalisation de cette peinture.

## Expositions
En plus de la France, Le Jardin de l'artiste à Giverny a été exposé en Australie, en Belgique, en Corée, en Italie, au Japon, en Suisse et aux États-Unis. En juin 2023, l'œuvre est vandalisée à la peinture rouge par des activistes alors qu'elle est exposée au Nationalmuseum de Stockholm, sans conséquence à long terme.